# Björn Jansen (Politiker)
Björn Jansen (* 21. Juli 1977 in Aachen) ist ein deutscher Kommunalpolitiker (SPD) und war von 2009 bis 2015 amtierender Bürgermeister der Stadt Aachen.

## Leben und Wirken
Björn Jansen absolvierte ein Studium der Betriebswirtschaftslehre an der RWTH Aachen und schloss dieses im Jahr 2008 mit einer Arbeit über Standardisierung von IT im kommunalen Umfeld als Diplom-Kaufmann ab. Seit 2010 ist er als Berater in der Energie- und Wasserwirtschaft tätig.
Nachdem Jansen Jahre zuvor in die SPD eingetreten war, wurde er bei der Kommunalwahl 2004 in den Rat der Stadt Aachen gewählt. Im Jahr 2009 konnte er den Erfolg wiederholen und wurde darüber hinaus neben Margrethe Schmeer (CDU) und Hilde Scheidt (Bündnis 90/Die Grünen) zu einem der drei Bürgermeister gewählt. 2014 kandidierte er für das Oberbürgermeisteramt und wurde nach der verlorenen Wahl wieder als Beigeordneter Bürgermeister bestätigt. Im Rat der Stadt Aachen engagiert sich Jansen vor allem als stellvertretender Vorsitzender im Finanzausschuss und als Mitglied im Rechnungsprüfungsausschuss.
Neben seiner Parteizugehörigkeit in der SPD gehört Björn Jansen auch noch dem Aufsichtsrat der Kur- und Badegesellschaft Aachen und der Verbandsversammlung der Sparkasse Aachen an sowie als stellvertretender Vorsitzender dem Verwaltungsrat im Studierendenwerk Aachen. Darüber hinaus ist er Vorsitzender des Stadtsportbundes Aachen e. V. und seit 2011 auch Präsident des neu gegründeten RegioSportBundes Aachen e. V., bei dem es sich um den Zusammenschluss der Stadt- und Gemeindesportverbände in der Städteregion Aachen mit dem Stadtsportbund Aachen handelt.
2015 legte Jansen seine kommunalpolitischen Ämter nieder und wurde Geschäftsführer der Carolus Thermen. Darüber hinaus wurde er am 14. Juni 2025 zum neuen Präsidenten von Alemannia Aachen gewählt.
Björn Jansen ist verheiratet mit Daniela Jansen, die bei der Landtagswahl in Nordrhein-Westfalen 2012 ein Direktmandat für die SPD Aachen errang. Mit ihr hat er zwei Kinder.